# Николсон, Фрэнсис
Фрэнсис Николсон англ. Francis Nicholson  (12 ноября 1655 – 16 марта 1728) — британский военный, генерал, и гражданский администратор, губернатор Доминиона Новой Англии (1688-1689), вице-губернатор Вирджинии (1690—1692) при губернаторе Говарде и губернатор колонии с 1698 по 1705 год, губернатор Мэриленда (1694—1698), губернатор Новой Шотландии (1712—1715) и губернатор Южной Каролины (1721—1725).
Николсон Некоторое время служил в Европе и Африке, затем был послан в Америку во главе войск, отправленных на помощь губернатору Андросу. В 1688 году стал губернатором доминиона Новой Англии, но в 1689 году началось восстание и Николсон бежал в Англию. Впоследствии он служил губернатором Вирджинии и Мэриленда, способствовал созданию Колледжа Вильгельма и Марии, перенёс столицу Мэриленда в Аннаполис, а столицу Вирджинии в Уильямсберг, и лично составил планы этих городов. В 1709 участвовал в Войне королевы Анны, возглавив военную экспедицию в Канаду, которая так и не достигла своей цели. В 1710 году захватил французский Порт-Рояль и стал губернатором Новой Скотии. Когда Южная Каролина перешла от лордов-собственников под власть короля, Николсон стал первым королевским губернатором этой колонии.
Николсон был одним из тех, кто считал необходимым объединить американские колонии в союз для более эффективной борьбы с врагами.